# Moshe Aram

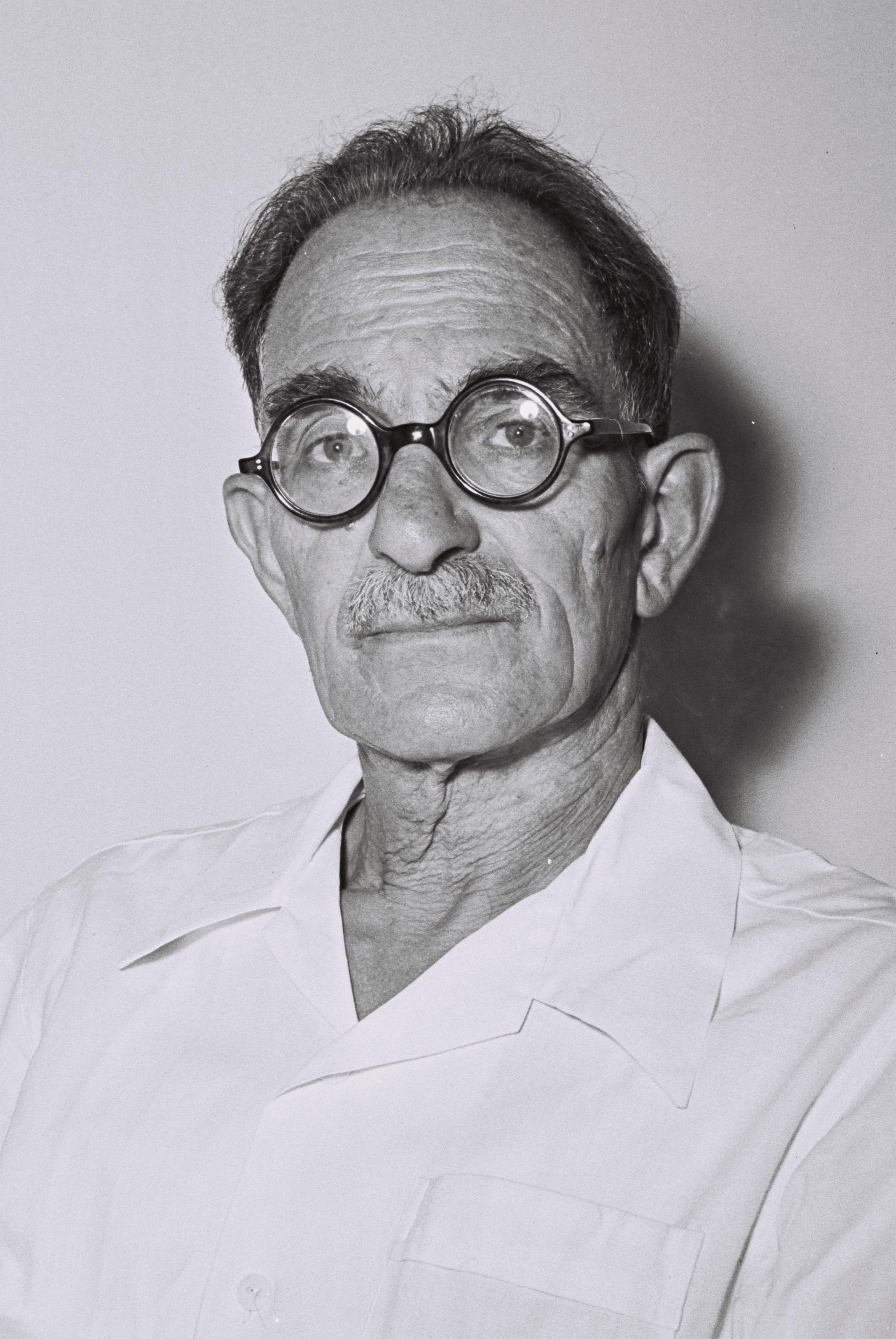
Moshe Aram, 1955

Moshe Aram (Geburtsname: Mosche Kasanowski oder Mosche Kasarnowski; hebräisch משה ארם‎; * 7. August 1896 in Ljady, Russisches Imperium; † 14. Oktober 1978 in Tel Aviv-Jaffa) war ein aus dem Russischen Imperium stammender israelischer Politiker, der 1949 als Abgeordneter in die erste Knesset gewählt wurde und dieser mit Unterbrechungen vierzehn Jahre angehörte.

## Leben
Moshe Aram besuchte zunächst die jüdische Grundschule und dann von 1912 bis 1916 die jüdische Sekundarschule in Homel. Im Anschluss studierte er erst am Psycho-Neurologischen Institut in Sankt Petersburg, ehe er 1918 ein Studium der Rechtswissenschaften an der Lomonossow-Universität in Moskau begann. Bereits zu dieser Zeit engagierte er sich als Mitglied des Zentralkomitees in der marxistisch-zionistischen Bewegung Poalei Zion sowie als Mitglied des Zentralkomitees der Kulturliga und war zeitweise Rektor einer Sekundarschule in Kaunas.
Nachdem 1924 Arams Einwanderung (Alija) nach Palästina stattfand, arbeitete er als Bauarbeiter und Straßenbauarbeiter und gehörte zu den Anführern der Poalei Tzion, für die er sich von 1924 bis 1935 als Mitglied des Arbeiterrates von Tel Aviv engagierte und 1926 zum Mitglied des Stadtrates von Tel Aviv gewählt wurde. Zwischen 1935 und 1937 war er als Abgesandter der Poalei Tzion in den USA und befand sich danach 1937 während des Spanischen Bürgerkrieges auf Einladung der Republikaner in Spanien.
Nach seiner Rückkehr nach Palästina wurde er 1946 Mitglied des Zionistischen Exekutivkomitees und der Organisationsabteilung der Jewish Agency. Darüber hinaus war er zeitweise Mitglied des Exekutivkomitees und Direktor der Abteilungen für Mobilisierung und demobilisierte Soldaten beim Histadrut, dem Dachverband der Gewerkschaften.
Nach der Gründung des Staates Israel wurde Aram am 14. Februar 1949 erstmals Abgeordneter der Knesset und gehörte dieser als Vertreter der Vereinigten Arbeiterpartei (Mapam) sowie später der Achdut haAwoda bis zum 30. November 1959 an. Während dieser Zeit war er Mitglied zahlreicher Knesset-Ausschüsse.
Nach sechsjähriger Unterbrechung wurde er am 4. Mai 1965 abermals Abgeordneter der Knesset und gehörte dieser nunmehr bis zum 17. November 1969 an. Zuletzt war er von November 1965 bis November 1969 sowohl Vorsitzender des Knesset-Ausschusses für Arbeit als auch des Unterausschusses für Bevölkerungspolitik.
Aram, der Artikel für die Tageszeitungen Davar und Al haMischmar schrieb, verfasste auch die in hebräischer Sprache erschienenen Bücher Borochov’s Principles in the Test of his Time (1973) sowie In the Tempest of Time (1995).